# Franciszek Aloe
Franciszek Eliasz Aloe (d'Aloy) (ur. ok. 1759 w Warszawie, zm. po 1821) – sekretarz legacji Rzeczypospolitej w Berlinie w 1792 roku, francuski mason żyjący w Polsce. W masonerii doszedł do najwyższych godności.
Syn Jana Baptysty d'Aloy. Był członkiem masońskiej Najwyższej Kapituły do 1821 roku.
W 1793 roku był członkiem sprzysiężenia, przygotowującego wybuch powstania kościuszkowskiego.